# Skorpions Varese 1988
Questa voce raccoglie le informazioni riguardanti gli Skorpions Varese nelle competizioni ufficiali della stagione 1988. Lo sponsor principale è Termonord.

## Roster
| Roster degli Skorpions Varese (1988) |
| --- |
| Quarterback - 12 Luca Blefari - 14 Paolo Zanella - 84 Federico Turchi QB/RB - -- Stefano Fantauzzi Running Back - 22 Roberto Braghini RB/K - 24 Ron Blakley - 25 Dario Magoga - 26 Massimiliano Poretti - 29 Angelo Viavattene - 33 Lorenzo Chambers - -- Antonio Lazzarelli Wide Receiver - 8 Sergio Angelini WR/CB - 32 Fabio Norcini - 40 Giorgio Scopel WR/CB - 84 Giovanni Crosta - -- Sem Molinari Tight End - 44 Giorgio Nardi TE/RB - -- Corrado Pitteri - -- Fabio Tesolin Offensive Linemen - 42 Attilio Castiglioni C/LB - 50 Federico Grizzetti C - 63 Antonio Cobucci OG - 68 Maurizio Uslenghi OT - 69 Stefano Gorini OG/LB - 76 Cesare Grizzetti OT - 77 Benito MelisOL/RB - 78 Davide Naressi - -- Alessandro Gadda OG - -- Gianluca Cavallucci OG - -- Paolo Scardellato C Defensive Linemen - 38 Gaetano Lombardo DT - 45 Emanuele Segic - 53 Paolo Cermesoni DT/OT - 56 Giuseppe Russo DE/RB - 57 Dario De Munari DE - 58 Mirko Frontini DT - 66 Fabio Franzini DE/OT - 74 Onofrio Schifani DE - 80 Antonio Mainolfi - -- Giacomo Cranchi - 78 Massimiliano Naressi Linebacker - 54 Flavio Nager - 55 Luigi Raffaele - 99 Pietro Caprioli - -- Andrea Castelli - -- Enrico Serri - -- Roberto Zucchi Defensive Back - 12 Marco Tabarelli CB/QB - 30 Claudio Cianelli CB - 35 Paolo Corbetta - 36 Leonardo Bianchi - 59 Ernesto Aletti SS - -- Franco Franceschini - -- Giovanni Ronchetti - -- Massimo Crespi Special Team - -- ? Sacchetti K Coaching staff - Gallivanone |

## Campionato Serie A1 FIAF 1988

### Regular season
| Varese 27 febbraio 1988 1ª giornata | Termonord Skorpions Varese | 58 – 0 referto | Akai Fighters Pordenone | Stadio Franco Ossola, via Bolchini |
| \| \| \| \| \| Angelini Q1 (TD) 21yd pass da Blefari Chambers Q1 (TD) 25yd run Sacchetti Q1 (pat) Chambers Q1 (TD) 31yd run Blackley Q1 (TD) 6yd pass da Blefari Sacchetti Q1 (pat) Blackley Q2 (TD) 28yd run Angelini Q3 (TD) 8yd pass da Blefari Angelini Q4 (TD) 25yd pass da Blefari Sacchetti Q4 (pat) Poretti Q4 (TD) 10yd run Blackley Q4 (TD) 39yd pass da Blefari Sacchetti Q4 (pat) \| Marcatori \| \| |                            |                |                         |                                    |
| |                            |                |                         |                                    |
| Angelini Q1 (TD) 21yd pass da Blefari Chambers Q1 (TD) 25yd run Sacchetti Q1 (pat) Chambers Q1 (TD) 31yd run Blackley Q1 (TD) 6yd pass da Blefari Sacchetti Q1 (pat) Blackley Q2 (TD) 28yd run Angelini Q3 (TD) 8yd pass da Blefari Angelini Q4 (TD) 25yd pass da Blefari Sacchetti Q4 (pat) Poretti Q4 (TD) 10yd run Blackley Q4 (TD) 39yd pass da Blefari Sacchetti Q4 (pat)                                   | Marcatori                  |                |                         |                                    |

| Varese 6 marzo 1988 2ª giornata | Termonord Skorpions Varese | 21 – 14 referto                                                                                 | Eurotexmaglia Lions Bergamo | Stadio Franco Ossola, via Bolchini |
| \| \| \| \| \| Angelini Q1 (TD) 31yd pass da Blefari Sacchetti Q1 (pat) Angelini Q4 (TD) 4yd pass da Blefari Sacchetti Q4 (pat) Angelini Q4 (TD) 33yd pass da Blefari Sacchetti Q4 (pat) \| Marcatori \| Muscojana Q1 (TD) 22yd pass da Orfeo Marinoni Q1 (pat) Loftis Q4 (TD) 1yd run Marinoni Q1 (pat) \| |                            |                                                                                                 |                             |                                    |
| |                            |                                                                                                 |                             |                                    |
| Angelini Q1 (TD) 31yd pass da Blefari Sacchetti Q1 (pat) Angelini Q4 (TD) 4yd pass da Blefari Sacchetti Q4 (pat) Angelini Q4 (TD) 33yd pass da Blefari Sacchetti Q4 (pat) | Marcatori                  | Muscojana Q1 (TD) 22yd pass da Orfeo Marinoni Q1 (pat) Loftis Q4 (TD) 1yd run Marinoni Q1 (pat) |                             |                                    |

| Varese 12 marzo 1988 3ª giornata | Termonord Skorpions Varese | 20 – 14 referto                                                                                   | Dino Conti Muli Trieste | Stadio Franco Ossola, via Bolchini |
| \| \| \| \| \| Chambers Q1 (TD) 21yd run Blackley Q3 (TD) 23yd pass da Blefari Nardi Q3 (tpc) pass Blackley Q3 (TD) 7yd run \| Marcatori \| Pausa Q1 (TD) 42yd run Pauschè Q1 (pat) Apollinari Q1 (TD) 25yd pass da Danielli Pauschè Q1 (pat) \| |                            |                                                                                                   |                         |                                    |
| |                            |                                                                                                   |                         |                                    |
| Chambers Q1 (TD) 21yd run Blackley Q3 (TD) 23yd pass da Blefari Nardi Q3 (tpc) pass Blackley Q3 (TD) 7yd run | Marcatori                  | Pausa Q1 (TD) 42yd run Pauschè Q1 (pat) Apollinari Q1 (TD) 25yd pass da Danielli Pauschè Q1 (pat) |                         |                                    |

| Varese 19 marzo 1988 4ª giornata | Termonord Skorpions Varese | 6 – 20 referto | Cayman Aristide Mion Saints Padova | Stadio Franco Ossola, via Bolchini |

| Magenta 26 marzo 1988 5ª giornata | Philips Frogs Legnano | 35 – 19 referto | Termonord Skorpions Varese | Campo Luciano Manara |

| Varese 10 aprile 1988 6ª giornata | Termonord Skorpions Varese | 14 – 28 referto | Multikraft Haleko Italia Jets Bolzano | Stadio Franco Ossola, via Bolchini |

| Pordenone 26 marzo 1988 7ª giornata | Akai Fighters Pordenone | 6 – 33 referto | Termonord Skorpions Varese | Velodromo Ottavio Bottecchia |

| 24 aprile 1988 8ª giornata | Eurotexmaglia Lions Bergamo | 8 – 14 referto | Termonord Skorpions Varese |  |

| Trieste 1º maggio 1988 9ª giornata | Dino Conti Muli Trieste | 0 – 0 referto | Termonord Skorpions Varese | Campo Baseball Prosecco |

| Torino 8 maggio 1988 10ª giornata                                                                              | GiG Giaguari Torino | 7 – 33 referto                              | Termonord Skorpions Varese | Motovelodromo Fausto Coppi, corso Casale 144 |
| \| \| \| \| \| Funtasz Q2 (TD) run Dho Q2 (pat) \| Marcatori \| Chambers Q2 (TD) Blakley Q2 (TD) run ? (TD) \| |                     |                                             |                            |                                              |
| |                     |                                             |                            |                                              |
| Funtasz Q2 (TD) run Dho Q2 (pat)                                                                               | Marcatori           | Chambers Q2 (TD) Blakley Q2 (TD) run ? (TD) |                            |                                              |

| Varese 15 maggio 1988 11ª giornata | Termonord Skorpions Varese | 15 – 40 referto | Philips Frogs Legnano | Stadio Franco Ossola, via Bolchini |
| \| \| \| \| \| Blakley Q3 (TD) 40yd pass da Blefari Braghini Q3 (pat) Lombardo Q4 (saf) Blakley Q4 (TD) 41yd run \| Marcatori \| Monetti Q1 (TD) 20yd run Monetti Q1 (pat) Roncaia Q1 (TD) 43yd pass da Frasco Monetti Q1 (pat) Monetti Q2 (TD) 12yd run Monetti Q2 (pat) Senati Q2 (TD) 11yd pass da Frasco Mencarelli Q3 (TD) 1yd run Tamasi Q4 (TD) 34yd pass da Frasco \| |                            | |                       |                                    |
| |                            | |                       |                                    |
| Blakley Q3 (TD) 40yd pass da Blefari Braghini Q3 (pat) Lombardo Q4 (saf) Blakley Q4 (TD) 41yd run | Marcatori                  | Monetti Q1 (TD) 20yd run Monetti Q1 (pat) Roncaia Q1 (TD) 43yd pass da Frasco Monetti Q1 (pat) Monetti Q2 (TD) 12yd run Monetti Q2 (pat) Senati Q2 (TD) 11yd pass da Frasco Mencarelli Q3 (TD) 1yd run Tamasi Q4 (TD) 34yd pass da Frasco |                       |                                    |

| Bolzano 22 maggio 1988 12ª giornata | Multikraft Haleko Italia Jets Bolzano | 6 – 13 referto                                                                   | Termonord Skorpions Varese | Stadio Druso, viale Trieste 29 |
| \| \| \| \| \| Hulbert Q2 (TD) 6 pass da Loner \| Marcatori \| Chambers Q2 (TD) 3yd run Braghini Q2 (pat) Molinari Q3 (TD) 37yd pass da Blefari \| |                                       |                                                                                  |                            |                                |
| |                                       |                                                                                  |                            |                                |
| Hulbert Q2 (TD) 6 pass da Loner | Marcatori                             | Chambers Q2 (TD) 3yd run Braghini Q2 (pat) Molinari Q3 (TD) 37yd pass da Blefari |                            |                                |

### Playoff
| Varese 12 giugno 1988 Ottavi di Finale | Termonord Skorpions Varese | 40 – 0 referto | Foxhound Towers Bologna | Stadio Franco Ossola, via Bolchini |
| \| \| \| \| \| Chambers Q1 (TD) 13yd run Blackley Q1 (TD) 12yd run Blackley Q2 (TD) 5yd run Braghini Q2 (pat) Angelini Q3 (TD) 18yd pass da Blefari Braghini Q3 (pat) Nardi Q3 (TD) 15yd run Braghini Q3 (pat) Blackley Q4 (TD) 5yd run Braghini Q4 (pat) \| Marcatori \| \| |                            |                |                         |                                    |
| |                            |                |                         |                                    |
| Chambers Q1 (TD) 13yd run Blackley Q1 (TD) 12yd run Blackley Q2 (TD) 5yd run Braghini Q2 (pat) Angelini Q3 (TD) 18yd pass da Blefari Braghini Q3 (pat) Nardi Q3 (TD) 15yd run Braghini Q3 (pat) Blackley Q4 (TD) 5yd run Braghini Q4 (pat)                                   | Marcatori                  |                |                         |                                    |

| Bologna 18 giugno 1988 Quarti di Finale | Malipiero Doves Bologna | 40 – 6 referto | Termonord Skorpions Varese | Campo Lunetta Gamberini, via degli Orti |
| \| \| \| \| \| Rainey Q1 (TD) 2yd run Ghirotti Q1 (tpc) Bortolotti Q2 (TD) 26yd pass da Domenichini Rainey Q2 (TD) 6yd run Rainey Q2 (TD) 2yd run Tonelli Q2 (pat) Rainey Q3 (TD) 8yd run Tonelli Q3 (pat) Tonelli Q4 (TD) 18yd run \| Marcatori \| \| |                         |                |                            |                                         |
| |                         |                |                            |                                         |
| Rainey Q1 (TD) 2yd run Ghirotti Q1 (tpc) Bortolotti Q2 (TD) 26yd pass da Domenichini Rainey Q2 (TD) 6yd run Rainey Q2 (TD) 2yd run Tonelli Q2 (pat) Rainey Q3 (TD) 8yd run Tonelli Q3 (pat) Tonelli Q4 (TD) 18yd run                                   | Marcatori               |                |                            |                                         |

## Statistiche di squadra
| Competizione | %Vittorie | In casa | In casa | In casa | In casa | In casa | In casa | In trasferta | In trasferta | In trasferta | In trasferta | In trasferta | In trasferta | Totale | Totale | Totale | Totale | Totale | Totale |
| Competizione | %Vittorie | G       | V       | N       | P       | Pf      | Ps      | G            | V            | N            | P            | Pf           | Ps           | G      | V      | N      | P      | Pf     | Ps     |
| ------------ | --------- | ------- | ------- | ------- | ------- | ------- | ------- | ------------ | ------------ | ------------ | ------------ | ------------ | ------------ | ------ | ------ | ------ | ------ | ------ | ------ |
| Campionato   | .625      | 6       | 3       | 0       | 3       | 134     | 116     | 6            | 4            | 1            | 1            | 112          | 62           | 12     | 7      | 1      | 4      | 246    | 178    |
| Playoff      | .500      | 1       | 1       | 0       | 0       | 40      | 0       | 1            | 0            | 0            | 1            | 6            | 40           | 2      | 1      | 0      | 1      | 46     | 40     |
| Totale       | .607      | 7       | 4       | 0       | 3       | 174     | 116     | 7            | 4            | 1            | 2            | 118          | 102          | 14     | 8      | 1      | 5      | 292    | 218    |

## Giovanili

### Under 20

#### Campionato Under 20 FIAF 1988

##### Regular season
| Varese 1º ottobre 1988 1ª giornata | Hoonved Skorpions Varese | 27 – 26 (14-7 7-7 0-6 6-6) referto                                                                                            | Pirates Savona | Campo Vivirolo, via Vivirolo |
| \| \| \| \| \| Braghini Q1 (TD) 42yd run Braghini Q1 (pat) Molinari Q1 (TD) 35yd pass da Zanella Braghini Q1 (pat) Braghini Q2 (TD) 5yd run Braghini Q2 (pat) Braghini Q4 (TD) 6yd run \| Marcatori \| Zaffuto Q1 (TD) 3yd run Costa Q1 (pat) Zaffuto Q2 (TD) 3yd run Costa Q2 (pat) Zaffuto Q3 (TD) 1yd run Zaffuto Q4 (TD) 9yd run \| |                          | |                |                              |
| |                          | |                |                              |
| Braghini Q1 (TD) 42yd run Braghini Q1 (pat) Molinari Q1 (TD) 35yd pass da Zanella Braghini Q1 (pat) Braghini Q2 (TD) 5yd run Braghini Q2 (pat) Braghini Q4 (TD) 6yd run | Marcatori                | Zaffuto Q1 (TD) 3yd run Costa Q1 (pat) Zaffuto Q2 (TD) 3yd run Costa Q2 (pat) Zaffuto Q3 (TD) 1yd run Zaffuto Q4 (TD) 9yd run |                |                              |

| Varese 16 ottobre 1988 2ª giornata | Hoonved Skorpions Varese | 55 – 0 referto | Pythons Milano | Campo Vivirolo, via Vivirolo |

| Legnano 23 ottobre 1988 3ª giornata | Philips Frogs Legnano | 15 – 14 referto | Hoonved Skorpions Varese | Campo dell'Amicizia |

| Torino 29 ottobre 1988 4ª giornata | GiG Giaguari Torino | 7 – 25 referto | Hoonved Skorpions Varese | Motovelodromo Fausto Coppi, corso Casale 144 |
| \| \| \| \| \| Della Malva (TD) 45yd pass da Oggero ? (pat) \| Marcatori \| Molinari Q1 (TD) pass da Zanella ? Q1 (pat) Braghini Q1 (TD) 20yd run ? Q1 (pat) Viavattene (TD) run ? (pat) Viavattene (TD) ? (pat) Scardellato (TD) 14yd run ? (pat) \| |                     | |                          |                                              |
| |                     | |                          |                                              |
| Della Malva (TD) 45yd pass da Oggero ? (pat) | Marcatori           | Molinari Q1 (TD) pass da Zanella ? Q1 (pat) Braghini Q1 (TD) 20yd run ? Q1 (pat) Viavattene (TD) run ? (pat) Viavattene (TD) ? (pat) Scardellato (TD) 14yd run ? (pat) |                          |                                              |

### Playoff
| Varese 12 novembre 1988 Quarti di Finale | Hoonved Skorpions Varese | 19 – 36 referto | Bobcats Parma | Campo Vivirolo, via Vivirolo |

### Statistiche di squadra
| Competizione | %Vittorie | In casa | In casa | In casa | In casa | In casa | In casa | In trasferta | In trasferta | In trasferta | In trasferta | In trasferta | In trasferta | Totale | Totale | Totale | Totale | Totale | Totale |
| Competizione | %Vittorie | G       | V       | N       | P       | Pf      | Ps      | G            | V            | N            | P            | Pf           | Ps           | G      | V      | N      | P      | Pf     | Ps     |
| ------------ | --------- | ------- | ------- | ------- | ------- | ------- | ------- | ------------ | ------------ | ------------ | ------------ | ------------ | ------------ | ------ | ------ | ------ | ------ | ------ | ------ |
| Campionato   | .750      | 2       | 2       | 0       | 0       | 82      | 26      | 2            | 1            | 0            | 1            | 49           | 22           | 4      | 3      | 0      | 1      | 131    | 48     |
| Playoff      | .000      | 1       | 0       | 0       | 1       | 19      | 36      | -            | -            | -            | -            | -            | -            | 1      | 0      | 0      | 1      | 19     | 36     |
| Totale       | .600      | 3       | 0       | 1       | 1       | 101     | 62      | 2            | 1            | 0            | 1            | 49           | 22           | 5      | 3      | 0      | 2      | 150    | 84     |